# Tabagne
Tabagne  è una città e sottoprefettura della Costa d'Avorio appartenente al dipartimento di Bondoukou. Conta una popolazione di 16 970 abitanti (censimento 2014).